# المکتو
ال-مکتو یک منطقهٔ مسکونی در یمن است که در استان صنعا واقع شده‌است.